# José Alfredo Hurtado Olascoaga
José Alfredo Hurtado Olascoaga (Guerrero, 2 de septiembre de 1984), apodado El Fresa, es un narcotraficante mexicano y líder del grupo criminal La Familia Michoacana junto con su hermano Johnny Hurtado Olascoaga alias El Pez.

## Primeros años
José Alfredo Hurtado Olascoaga nació el 2 de septiembre de 1984 en el estado de Guerrero, México. Es hermano menor de Jhonny Hurtado Olascoaga alias El Pez con quién lidera el cártel de La Familia Michoacana.Se presume que José Alfredo Hurtado se hace pasar por un empresario textil y que incluso tiene su propia marca de ropa llamada HH Clothing.

## Vida criminal
Los hermanos Hurtado Olascoaga tomaron el control de La Familia Michoacana en 2014, tras el arresto de José María Chávez Magaña alias El Pony.
Tras este ascenso, se comenzó a registrar una escalada de violencia en los estados de Michoacán, Guerrero, Estado de México y Morelos, mismos que son dominados por La Familia Michoacana. Estos sucesos se componen principalmente de asesinatos, secuestros y extorsiones que a su vez, son la fuente financiera del cártel.
El grupo delictivo también se ha distinguido por realizar ataques armados contra la población y las fuerzas de seguridad. Un ejemplo de ello es la Emboscada de Coatepec Harinas llevada a cabo el 18 de marzo de 2021. El saldo de este incidente fue de 13 policías muertos y otros 3 heridos.
Otro hecho relevante relacionado con la organización fue un supuesto atentado contra José Alfredo Hurtado ocurrido el 5 de octubre de 2022 conocido como la Masacre de San Miguel Totolapan, Guerrero. Ese día un grupo armado identificado como Los Tequileros desataron un tiroteo afuera del palacio municipal de dicha localidad provocando la muerte de 20 personas incluida la del alcalde de Totolapan, el padre de este y otros funcionarios del municipio.
Días después, Hurtado publicó un vídeo en redes sociales dónde narra lo ocurrido. En su versión señala que el atentado iba en su contra pero que consiguió escapar. También señaló que el alcalde de esa entidad tenía un pacto con La Familia Michoacana a cambio de protección.